# Eliseo Quintanilla Ortiz
Eliseo Quintanilla Ortiz (Santa Tecla, La Libertad, 5 de febrero de 1983) es un exjugador de fútbol salvadoreño. Recordado por haber impulsado la remontada del 3-1 ante Panamá en las eliminatorias a la Copa del Mundo Sudáfrica 2010, anotando 2 goles en dicho partido

## Trayectoria
"Cheyo" Quintanilla (como es conocido por la afición salvadoreña) fue el jugador emblema de la selección Sub-17 que intentó clasificar al mundial Juvenil de 1997, siendo eliminados en la repesca por Estados Unidos. En 1999 fue contratado por Club Deportivo FAS quien lo hizo debutar en primera división; posteriormente, en 2001, firmó por el C.D. Águila, para después ser fichado por el DC United de la Major League Soccer para la temporada 2002. Las diversas lesiones acortaron su carrera en la MLS.
Luego de militar en la MLS, tuvo un paso fugaz por el Alianza F.C. de la capital salvadoreña, y posteriormente pasó al San Salvador F.C., del cual emigró a la Liga Deportiva Alajuelense de Costa Rica, regresando al C.D. Águila en octubre de 2008.
Viajó a fines de junio de 2009 a Chipre para incorporarse al club Ermis Aradippou de la primera división de ese país. Eliseo Quintanilla, a finales del 2009, firmó con el equipo Correcaminos de la Universidad Autónoma de Tamaulipas, que milita en la Liga de Ascenso del fútbol mexicano, de cara al torneo Bicentenario 2010. Retornó a El Salvador para el Torneo Apertura 2010 con CD Luis Ángel Firpo; y posteriormente firmó para el CSD Municipal de Guatemala, adonde jugó desde el Torneo Apertura 2011.
A pesar de que debió ser operado en el menisco de la rodilla izquierda en agosto de ese año, logró arribar con el Municipal a la final del torneo y coronarse campeón con el conjunto rojo. Quintanilla acabó su vínculo con el conjunto guatemalteco después de un año, con el que jugó 39 partidos, anotó siete goles y dio 8 pases a gol. Retornó nuevamente a El Salvador con el AD Isidro Metapán en el Torneo Apertura 2012 y logró el primer título de campeón en su país.
Para el año 2013, Quintanilla se vio involucrado en los amaños en juegos de la selección salvadoreña, por lo que la Federación Salvadoreña de Fútbol le suspendió por seis meses a partir del 20 de septiembre. Luego de cumplir con su suspensión Eliseo Quintanilla consiguió un puesto en C. D. Águila el cual quedó en el aire cuando "Cheyo" abandono el equipo por decisión propia.

## Selección nacional
Ha sido internacional con la Selección de fútbol de El Salvador, ha jugado 69 partidos internacionales y ha anotado 15 goles.

### Participaciones Internacionales
| Mundial                         | Sede           | Resultado        |
| ------------------------------- | -------------- | ---------------- |
| Copa de Oro de la Concacaf 2007 | Estados Unidos | Primera fase     |
| Copa de Oro de la Concacaf 2009 | Estados Unidos | Primera fase     |
| Copa de Oro de la Concacaf 2011 | Estados Unidos | Cuartos de final |

## Clubes
| Club                                | País           | Año       | Partidos | Goles |
| ----------------------------------- | -------------- | --------- | -------- | ----- |
| Club Deportivo FAS                  | El Salvador    | 1999-2000 | 19       | 7     |
| Club Deportivo Águila               | El Salvador    | 2001-2002 | 50       | 18    |
| D.C. United                         | Estados Unidos | 2003-2004 | 29       | 5     |
| Alianza Fútbol Club                 | El Salvador    | 2005      | 18       | 1     |
| San Salvador Fútbol Club            | El Salvador    | 2005-2007 | 47       | 19    |
| Liga Deportiva Alajuelense          | Costa Rica     | 2008      | 26       | 7     |
| Club Deportivo Águila               | El Salvador    | 2008-2009 | 10       | 5     |
| Ermis Aradippou                     | Chipre         | 2009      | 10       | 0     |
| Correcaminos de la UAT              | México         | 2009-2010 | 17       | 1     |
| Club Deportivo Luis Ángel Firpo     | El Salvador    | 2010-2011 | 35       | 9     |
| Club Social y Deportivo Municipal   | Guatemala      | 2011-2012 | 40       | 7     |
| Asociación Deportiva Isidro Metapán | El Salvador    | 2012-2013 | 39       | 5     |
| Club Deportivo Águila               | El Salvador    | 2014      | 1        | 0     |

### Carrera como legionario
Actualizado al último partido jugado el 20 de mayo de 2012.
| Club                                                           | Div.                | Temporada           | Liga  | Liga  | Copas nacionales | Copas nacionales | Copas internacionales | Copas internacionales | Total | Total |
| Club                                                           | Div.                | Temporada           | Part. | Goles | Part.            | Goles            | Part.                 | Goles                 | Part. | Goles |
| -------------------------------------------------------------- | ------------------- | ------------------- | ----- | ----- | ---------------- | ---------------- | --------------------- | --------------------- | ----- | ----- |
| D. C. United Estados Unidos                                    | 1.ª                 | 2002                | 9     | 2     | -                | -                | -                     | -                     | 9     | 2     |
| D. C. United Estados Unidos                                    | 1.ª                 | 2003                | 20    | 3     | -                | -                | -                     | -                     | 20    | 3     |
| D. C. United Estados Unidos                                    | 1.ª                 | 2004                |       |       |                  |                  |                       |                       |       |       |
| D. C. United Estados Unidos                                    | Total               | Total               | 29    | 5     | 0                | 0                | 0                     | 0                     | 29    | 5     |
| Liga Deportiva Alajuelense · Costa Rica                        | 1.ª                 | 2008                | 25    | 7     | -                | -                | 1                     | 0                     | 26    | 7     |
| Liga Deportiva Alajuelense · Costa Rica                        | Total               | Total               | 25    | 7     | 0                | 0                | 1                     | 0                     | 26    | 7     |
| Ermis Aradippou Chipre                                         | 1.ª                 | 2009                | 10    | 0     | -                | -                | -                     | -                     | 10    | 0     |
| Ermis Aradippou Chipre                                         | Total               | Total               | 10    | 0     | 0                | 0                | 0                     | 0                     | 10    | 0     |
| Correcaminos de la Universidad Autónoma de Tamaulipas · México | 2.ª                 | 2010                | 17    | 1     | -                | -                | -                     | -                     | 17    | 1     |
| Correcaminos de la Universidad Autónoma de Tamaulipas · México | Total               | Total               | 17    | 1     | 0                | 0                | 0                     | 0                     | 17    | 1     |
| Club Social y Deportivo Municipal · Guatemala                  | 1.ª                 | 2011-12             | 39    | 7     | -                | -                | 1                     | 0                     | 40    | 7     |
| Club Social y Deportivo Municipal · Guatemala                  | Total               | Total               | 39    | 7     | 0                | 0                | 1                     | 0                     | 40    | 7     |
| Total en su carrera                                            | Total en su carrera | Total en su carrera | 120   | 20    | 0                | 0                | 2                     | 0                     | 122   | 20    |

## Palmarés

### Trofeos internacionales
| Título          | Club           | País           | Año  |
| --------------- | -------------- | -------------- | ---- |
| MLS Cup         | DC United      | Estados Unidos | 2004 |
| Torneo Apertura | CSD Municipal  | Guatemala      | 2011 |
| Torneo Apertura | Isidro Metapán | El Salvador    | 2012 |